# Đức Mẹ Mễ Du

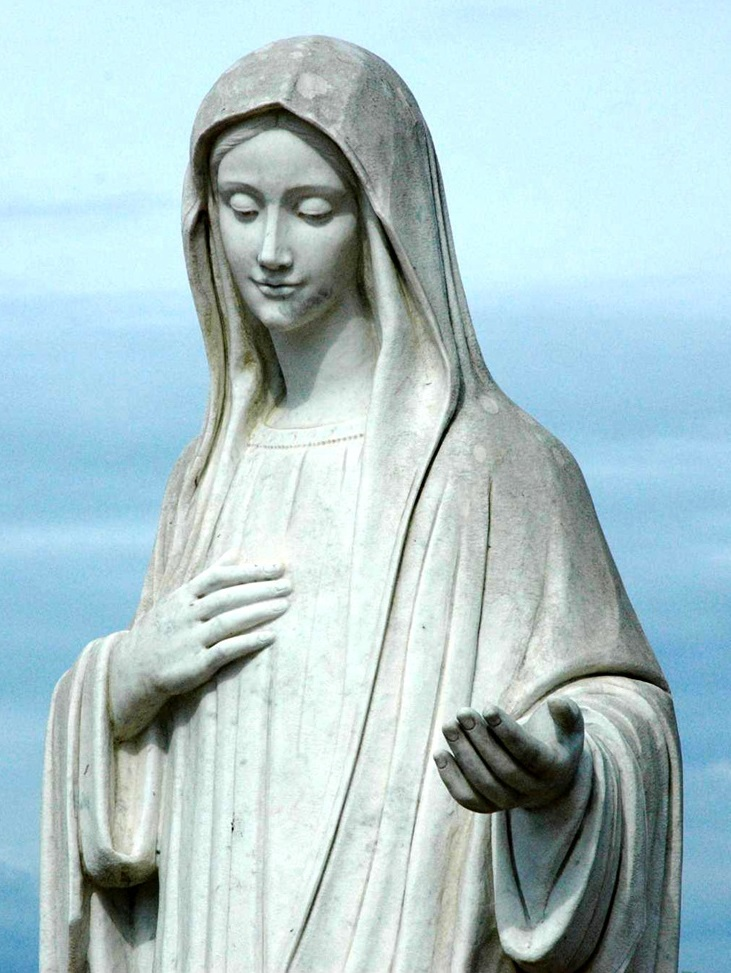
Đức Mẹ Mễ Du

Đức Mẹ Mễ Du (còn được gọi là Nữ Vương Hòa Bình) là danh hiệu đề cập đến Maria mà những người tin rằng bà đã “hiện ra” với sáu trẻ em ở Međugorje (Mễ Du), nước Bosna và Hercegovina (thời điểm đó là nước Nam Tư). Mặc dù đây là hiện tượng đương đại thu hút nhiều khách hành hương nhưng Tòa Thánh của Giáo hội Công giáo Rôma chưa từng ra tuyên bố nào xác nhận hay bác bỏ, họ chỉ mới có những bước điều tra đầu tiên do một ủy ban được Giáo hoàng Biển Đức XVI thiết lập hồi năm 2010.

## “Thị kiến”
Mễ Du (Medjugorje) là một làng nhỏ nằm giữa hai ngọn núi Krizevac và Podbrdovới dân số vài ngàn cư dân, thuộc tỉnh Mostar, nước Bosnia và Hercegovina. Ngày 24 tháng 6 năm 1981 là ngày lễ Thánh Gioan Baotixita, một số em nhỏ trong làng báo cáo rằng đã nhìn thấy hình bóng sáng chói của một người phụ nữ bồng trên tay một trẻ sơ sinh trên viền đồi Pobrdo. Các trẻ em này bao gồm: Vicka Ivankovic (sinh 1964, lúc đó 17 tuổi), Mirjana Dragicevic (sinh 1965, 16 tuổi), Marija Pavlovic (sinh 1965, 16 tuổi), Ivan Dragicevic (sinh 1965, 16 tuổi), Ivanka Ivankovic (sinh 1966, 15 tuổi) và Jakov Colo (sinh 1971, 10 tuổi).
Trong nhiều năm sau, những “thị nhân” này cho rằng họ nhìn thấy Đức Mẹ hiện ra hàng ngày và nói chuyện với họ khiến cho làng Mễ Du trở thành nơi thu hút đông đúc khách hành hương. Đáng chú ý, “thị nhân” Vicka Ivanković nói rằng cô đã cầu nguyện với Đức Mẹ và được Đức Mẹ ban cho chín "bí mật" và "nhiệm vụ". Vicka nói rằng việc Đức Mẹ hiện ra với cô mỗi ngày vẫn chưa dừng lại và rằng, cô đã nhận được một tiểu sử về cuộc đời Đức Mẹ lưu trữ trong hai máy tính xách tay, sẽ được công bố khi Đức Mẹ cho phép. Hơn hai thập kỷ trôi qua, Vicka Ivanković vẫn tiếp tục gặp gỡ với khách hành hương tại Mễ Du với nụ cười tràn đầy niềm vui trên khuôn mặt của cô.